# Рюкзак Олли
«Рюкзак Олли» (англ. Ollie’s Pack) — канадский анимационный мультсериал, созданный Педро Иболи и Грэмом Петерсоном. Мультсериал производится компанией Nelvana и транслируется на канадском телеканале YTV. В США мультсериал транслировался с 6 апреля 2020 по 6 мая 2021 года, а в России — с 26 сентября 2020 по 11 июля 2021 года.

## Сюжет
«Рюкзак Олли» — комедийный мультсериал история о 13-летнем Олли, который вместе со своими друзьями Клео и Берни отправляет монстров в портал в «Царство монстров», находящийся в его рюкзаке.

## В ролях

### Главные
- Олли — озвучивает Джеймс Хартнетт[2][3]
- Клео — озвучивает Ана Сани[2][3]
- Берни — озвучивает Дэвид Берни[2][3]

### Второстепенные
- Капитан Вавски — озвучивает Кори Доран[2]
- Завуч Магна — озвучивает Нэд Петри[2]

## Производство
Сериал произошёл от короткометражного фильма «Monster Pack», созданного для проекта «Nickelodeon Animated Shorts Program». 2 марта 2020 года Nickelodeon объявил, что премьера мультсериала, созданного Педро Иболи и Грэмом Петерсоном, состоится в апреле 2020 года. 30 марта 2020 года было объявлено, что премьера мультсериала состоится 6 апреля 2020 года. Мультсериал производится компанией Nelvana и будет состоять из 26 серий.

## Список серий

### Сезоны
| Сезон | Сезон | Количество эпизодов | Количество серий | Показ (Nickelodeon)        | Показ (Nickelodeon)             |
| Сезон | Сезон | Количество эпизодов | Количество серий | США                        | Россия                          |
| ----- | ----- | ------------------- | ---------------- | -------------------------- | ------------------------------- |
|       | 1     | 26                  | 52               | 6 апреля 2020 — 6 мая 2021 | 26 сентября 2020 — 11 июля 2021 |

### Первый сезон (2020—2021)
| Номер | Название                                           | Автор(ы) сценария              | Дата показа в США | Дата показа в России |
| ----- | -------------------------------------------------- | ------------------------------ | ----------------- | -------------------- |
| 1     | «Новенький в школе»                                | Кайл Дули                      | 7 апреля 2020     | 27 сентября 2020     |
| 1     | «Избранный — избранные»                            | Джоэл Бакстон                  | 7 апреля 2020     | 27 сентября 2020     |
| 2     | «Майор Снуч»                                       | Кайл Дули                      | 13 апреля 2020    | 3 октября 2020       |
| 2     | «Мы с группой»                                     | Марк Саттертвэйт               | 13 апреля 2020    | 3 октября 2020       |
| 3     | «Избранный разит наповал»                          | Аарон Ивс                      | 6 апреля 2020     | 26 сентября 2020     |
| 3     | «Только не очередной фильм о супергероях»          | Джефф Сэйджер                  | 6 апреля 2020     | 26 сентября 2020     |
| 4     | «По старинке»                                      | Аарон Ивс                      | 13 мая 2020       | 4 октября 2020       |
| 4     | «Больничный»                                       | Майк Жирард                    | 3 мая 2021        | 11 июля 2021         |
| 5     | «Клео в президенты»                                | Марк Саттертвэйт               | 15 апреля 2020    | 11 октября 2020      |
| 5     | «Уборщик»                                          | Майк Жирард                    | 15 апреля 2020    | 11 октября 2020      |
| 6     | «Граф Магнакула»                                   | Джослин Джедди                 | 8 апреля 2020     | 10 октября 2020      |
| 6     | «Соседи-монстры»                                   | Майк Жирард                    | 8 апреля 2020     | 10 октября 2020      |
| 7     | «Обворожительна и опасна»                          | Джоэл Бакстон                  | 16 апреля 2020    | 17 октября 2020      |
| 7     | «Выставка невезения»                               | Кайл Дули                      | 16 апреля 2020    | 17 октября 2020      |
| 8     | «Олли-доги»                                        | Ник Флэнаган                   | 14 мая 2020       | 18 октября 2020      |
| 8     | «Поход Магны»                                      | Аарон Ивс                      | 14 мая 2020       | 18 октября 2020      |
| 9     | «Король раздутых животиков»                        | Итан Маскет                    | 14 апреля 2020    | 24 октября 2020      |
| 9     | «Провальная распродажа»                            | Марк Парди                     | 14 апреля 2020    | 24 октября 2020      |
| 10    | «Прости, я буду тебе отцом»                        | Джефф Сэйджер                  | 9 апреля 2020     | 25 октября 2020      |
| 10    | «Едем на гору Брызг»                               | Марк Жирард                    | 9 апреля 2020     | 25 октября 2020      |
| 11    | «Побег Вавски»                                     | Майк Жирард                    | 12 мая 2020       | 31 октября 2020      |
| 11    | «Большой Берни»                                    | Джеймс Хартнетт                | 12 мая 2020       | 31 октября 2020      |
| 12    | «Малыш Олли»                                       | Мэтт Бэрам                     | 13 мая 2020       | 15 ноября 2020       |
| 12    | «Жуть жуткая!»                                     | Итан Маскет                    | 17 октября 2020   | 15 ноября 2020       |
| 13    | «Дежурный по коридору»                             | Кайл Дули                      | 11 мая 2020       | 1 ноября 2020        |
| 13    | «Сестра, спасай»                                   | Адам Пэтмен                    | 11 мая 2020       | 1 ноября 2020        |
| 14    | «Рэнс-молодец»                                     | Аарон Ивс                      | 1 июля 2020       | 9 января 2021        |
| 14    | «Монстры против Олли Аллена»                       | Джефф Сэйджер                  | 1 июля 2020       | 9 января 2021        |
| 15    | «История Портсхилла»                               | Джефф Сэйджер                  | 2 июля 2020       | 10 января 2021       |
| 15    | «Третий не лишний»                                 | Кайл Дули                      | 2 июля 2020       | 10 января 2021       |
| 16    | «Избранность»                                      | Кайл Дули                      | 29 июня 2020      | 16 января 2021       |
| 16    | «Олли по уши»                                      | Джослин Джедди                 | 29 июня 2020      | 16 января 2021       |
| 17    | «Двойной Олли»                                     | Кристина Митчелл               | 30 июня 2020      | 17 января 2021       |
| 17    | «Взлом с проникновением»                           | Эмер Коннон                    | 30 июня 2020      | 17 января 2021       |
| 18    | «Клуб монстров Олли»                               | Аарон Ивс                      | 21 сентября 2020  | 23 января 2021       |
| 18    | «Тень Олли»                                        | Джон Хазлетт                   | 21 сентября 2020  | 23 января 2021       |
| 19    | «Кусочек жизни»                                    | Бен Джозеф                     | 22 сентября 2020  | 24 января 2021       |
| 19    | «Сладких кошмариков»                               | Кайл Дули                      | 22 сентября 2020  | 24 января 2021       |
| 20    | «Олли за главного»                                 | Кристина Митчелл               | 23 сентября 2020  | 30 января 2021       |
| 20    | «Секретные файлы Олли»                             | Майк Жирард                    | 23 сентября 2020  | 30 января 2021       |
| 21    | «Кислая сила»                                      | Бен Джозеф                     | 24 сентября 2020  | 31 января 2021       |
| 21    | «День шмаждения: документальный фильм Клео Бадетт» | Майк Жирард                    | 24 сентября 2020  | 31 января 2021       |
| 22    | «Страх разлуки»                                    | Джоэл Бакстон                  | 14 декабря 2020   | 7 марта 2021         |
| 22    | «Захват мира»                                      | Дэниэл Брайан Франклин         | 14 декабря 2020   | 7 марта 2021         |
| 23    | «Выпустить зверя»                                  | Чарльз Джонстон                | 15 декабря 2020   | 14 марта 2021        |
| 23    | «Одиночество Куба»                                 | Джон Хазлетт                   | 15 декабря 2020   | 14 марта 2021        |
| 24    | «Разблокируем Берни»                               | Кристина Митчелл               | 4 мая 2021        | 21 марта 2021        |
| 24    | «Зафотились»                                       | Шон Калб                       | 4 мая 2021        | 21 марта 2021        |
| 25    | «Бесконечный день»                                 | Джефф Сэйджер                  | 5 мая 2021        | 28 марта 2021        |
| 25    | «Инспектор Олли Аллен»                             | Линн Саватски, Дэн Уильямс     | 5 мая 2021        | 28 марта 2021        |
| 26    | «Назад в рюкзак: часть первая»                     | Кристина Митчелл, Джон Хазлетт | 6 мая 2021        | 4 апреля 2021        |
| 26    | «Назад в рюкзак: часть вторая»                     | Линн Саватски, Дэн Уильямс     | 6 мая 2021        | 4 апреля 2021        |

## Трансляция в других странах
В Канаде премьера мультсериала состоялась 5 сентября 2020 года на телеканале YTV.
В России премьера мультсериала состоялась 26 сентября того же года на телеканале Nickelodeon. Повторы продолжались до 28 апреля 2022, пока Nickelodeon не лишился лицензии в РФ из-за политических событий на Украине.